# Бурая сутора
Бурая сутора (лат. Suthora webbiana) — вид воробьиных птиц из семейства суторовых (Paradoxornithidae). Выделяют 6 подвидов. Ранее его помещали в семейство тимелиевых. Видовое название дано в честь английского ботаника Филиппа Баркера Уэбба.

## Распространение

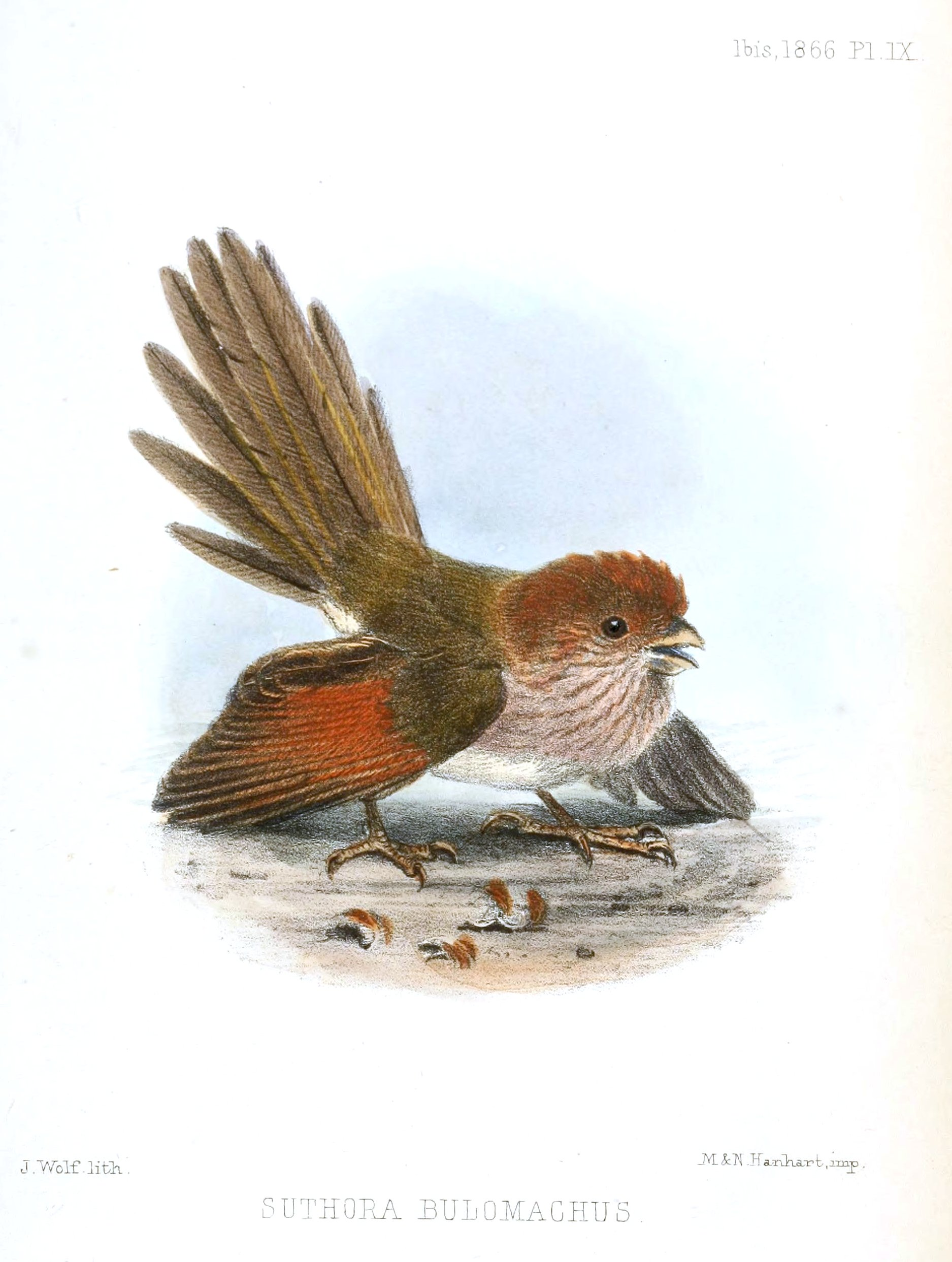
Иллюстрация Йозефа Вольфа (1866)

Обитают на частично облесённых открытых пространствах, поросших кустарником, бамбуком и т. п. Встречаются в Китае, Японии, Корее, Монголии, России, на Тайване, во Вьетнаме.
МСОП присвоил виду статус «Вызывающие наименьшие опасения» (LC).

## Описание
Относительно мелкая и длиннохвостая сутора. Длина от 11 до 12,5 см. Вес немного различен в зависимости от пола птицы.

## Поведение
Бурая сутора весьма социальна. Стаи птиц зимой достигают размера в 140 особей. Проведенное на Тайване исследование выделило четыре группы птиц — членов стай: постоянно пребывающее в группе ее ядро; постоянный член, посещающий иногда и другие стаи; особь, меняющая стаи и пребывающая то с одной, то с другой и периферийный член — визитёр из другой группы.